# アレクセイ・フョードロヴィチ・オルロフ

アレクセイ・フョードロヴィチ・オルロフ公（ロシア語: Фёдор Григо́рьевич Орло́в、1787年10月30日 モスクワ - 1862年5月21日（グレゴリオ暦））は、ロシア帝国の軍人。オルロフ家出身でフョードル・グリゴリエヴィチ・オルロフ伯爵の庶子。

## 生涯
フョードル・グリゴリエヴィチ・オルロフ伯爵の庶子として生まれ、ナポレオン戦争では1805年の戦役から1814年のパリの戦いまで参戦した。1825年のデカブリストの乱で衛兵隊の騎兵連隊を率いて鎮圧にあたったことで伯爵に叙され、1828年から1829年までの露土戦争での功績により中将に昇進した。露土戦争の講和条約である1829年のアドリアノープル条約ではロシア代表を務め、1833年にはコンスタンティノープル駐在ロシア大使に任命され、黒海艦隊の総指揮官を同時に務めた。皇帝ニコライ1世に深く信頼されており、1837年の海外視察ではニコライ1世に同伴した。クリミア戦争中の1854年にウィーンに派遣され、オーストリア帝国をロシア側に引き入れるよう命じられたが失敗、1856年のパリ条約ではロシア代表として署名した。同年にクニャージ（公爵）に叙され、ロシア帝国国家評議会議員に任命された。1857年には皇帝アレクサンドル2世が不在のときに農奴解放を検討する委員会の議長を務めたが、彼自身は農奴解放には全くの反対であった。1862年に死去した。
1827年に1人息子ニコライ・アレクセーエヴィチ・オルロフをもうけた。